# إليجاه بي. لويس
إليجاه بي. لويس (بالإنجليزية: Elijah B. Lewis)‏ هو سياسي أمريكي، ولد في 27 مارس 1854، وتوفي في 10 ديسمبر 1920. حزبياً، نشط في الحزب الديمقراطي. وقد انتخب عضو مجلس النواب الأمريكي.